# 363
363 (CCCLXIII) fue un año común comenzado en miércoles del calendario juliano, en vigor en aquella fecha.
En el Imperio romano, el año fue nombrado como el del consulado de Juliano y Salustio, o menos comúnmente, como el 1116 Ab urbe condita, adquiriendo su denominación como 363 a principios de la Edad Media, al establecerse el anno Domini.

## Acontecimientos
- Victoria del emperador Juliano sobre los persas, si bien poco después será derrotado.
- 18 y 19 de mayo: se registran dos fuertes terremotos en la región israelí de Galilea.
- Un terremoto destruye las ciudades armenias de Doğubayazıt y Sisian.

## Fallecimientos
- 26 de junio: Juliano, llamado el Apóstata, emperador romano, a manos de los persas.